# اجبار

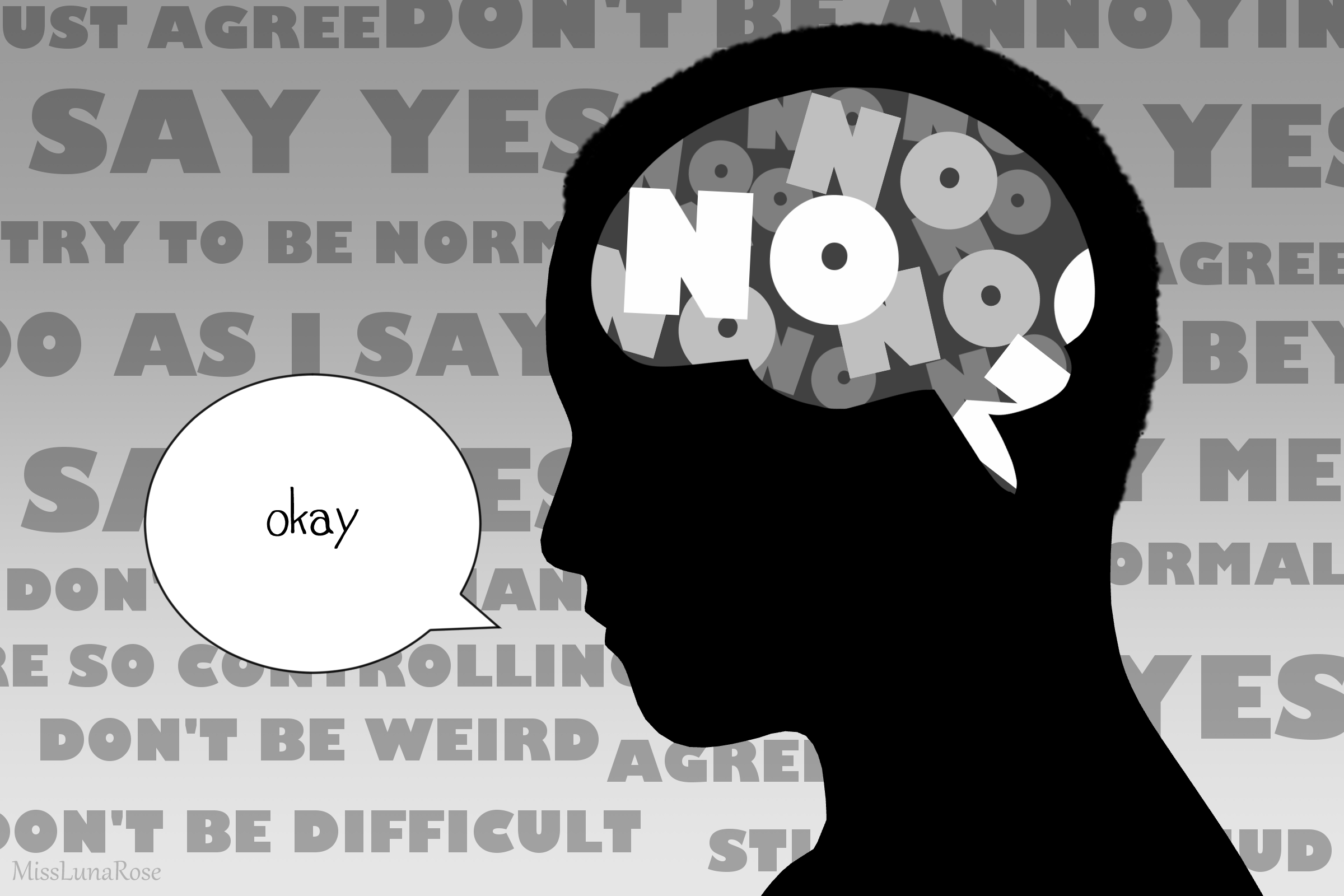
اينفوگرافی اجبار(ذهن فرد مخالف گفته اش می باشد)

اجبار (به انگلیسی: Coercion) سوق دادن یک حزب به سمت انجام کنشی ناخواسته به گونه‌ای که عمل تحمیلی باشد و از زور یا تهدید استفاده شده باشد.